# Važec
Važec (německy Waagsdorf, maďarsky Vázsec) je obec na Slovensku v okrese Liptovský Mikuláš. Žije v něm přibližně 2 400 obyvatel. Partnerským městem Važce je Blatná v České republice.

## Historie
První písemná zmínka o vesnici pochází z roku 1280. 
Při ničivém požáru, který zasáhl obec 17. července 1931, zemřely dvě děti, shořelo 461 domů a dva tisíce lidí zůstaly bez přístřeší. Při osvobozování Važce v lednu 1945 padl Ludvík Albert Engel.
O obci natočili Ľubomír Stanček a režisér Fedor Bartko publicisticko-dokumentární film Svet pod Kriváňom (STV Bratislava 1996).

## Pamětihodnosti
V obci se nachází evangelický kostel, římskokatolický Kostel Tří králů a obecní muzeum. Na kraji obce směrem na Tatranskou Štrbu se nachází Německý vojenský hřbitov 1938–1945. Je to klidové místo, které stojí za zhlédnutí. Další zajímavostí v obci je pamětní dům českého malíře Jana Hály, který zde žil a tvořil po většinu svého života. V katastrálním území obce se nachází i známá Važecká jeskyně.

## Rodáci
- Michal Ferianc (1924–1954), fyzik
- Janko Ilavský-Podkrivánsky, sběratel lidových písní a lidový básník
- Jan Mikuláš Hála (* 1937), český malíř a restaurátor
- Ondrej Bartko, bratislavský evangelický a.v. farář – konsenior, kazatel, scenárista
- Gejza Okályi, advokát, soudce a předseda Právnické jednoty na Slovensku
- Štefan Rysuľa (1900–1976), spisovatel, publicista a pedagog
- Ján Húska (* 1949), biatlonista; mistr světa v biatlonu juniorů (1970), účastník XI. ZOH v Sapporu